# マリアナ沖海戦
マリアナ沖海戦（マリアナおきかいせん、英語: Battle of the Philippine Sea）は、太平洋戦争末期の海戦。1944年（昭和19年）6月19日から6月20日にかけて、西太平洋のマリアナ諸島沖で勃発した大日本帝国（日本）とアメリカ合衆国（アメリカ）の海軍空母機動部隊同士の戦いである。アメリカ軍が勝利し、日本軍の連合艦隊は壊滅的な敗北を喫した。
衝突したのは、大日本帝国海軍は小沢治三郎中将指揮下の第一機動艦隊、アメリカ海軍はレイモンド・スプルーアンス大将指揮下の第5艦隊である。サイパンの戦いと同時期に勃発し、日本軍は当時保持していたサイパン島をアメリカ軍から防衛するため、海上阻止にかかった。そして、それを攻撃したアメリカ軍との間にこの戦いが勃発した。この海戦での勝利により、アメリカ軍はこの地域の制海権や制空権を確保し、サイパン島を占領した。その後、サイパン島を拠点にアメリカ軍は日本本土空襲を激化させた。

## 背景

### あ号作戦
日本軍は、太平洋戦争開戦当初の目論見であった短期決着に失敗し、すでに多くの戦力を失っていた。そのため日本海軍は1943年中期からは戦力を極力温存し、基地航空部隊と空母航空部隊の再編と充実を図った。日本海軍はアメリカ軍侵攻の中心をマーシャル諸島方面と想定し、そこで総力をもってアメリカ空母機動部隊を迎撃し撃滅するとした「Z号作戦」を計画していた。しかし「ろ号作戦」にその予定の戦力が投入されたため、計画を変更せざるを得なくなった。決戦想定場所をマリアナ諸島もしくはカロリン諸島に変更し、これを「新Z号作戦」と名付けた。
1943年9月30日、日本は絶対国防圏の設定を発令。アメリカ軍は中部太平洋での攻勢を本格化させ、11月にはギルバート諸島を占領（タラワの戦い・マキンの戦い）、1944年2月にはトラック泊地を空襲するとマーシャル諸島を占領した（クェゼリンの戦い・エニウェトクの戦い）。さらに3月にはパラオ大空襲で日本の在泊艦艇および基地施設に多大な損害を与え、4月にはニューギニア島のホーランジア、アイタペに上陸した。この状況を受けて、日本軍はアメリカ軍の決戦想定方面への侵攻は5月から6月に行われるものと判断した。
パラオ大空襲の際、「あ号作戦」の元になる「新Z号作戦」計画書など最重要軍事機密がアメリカ軍の手に渡るという、いわゆる海軍乙事件が起こった。アメリカ軍は把握した日本海軍の兵力、航空機や艦船の数、補給能力等の重要情報をもとに約1カ月をかけて作戦を練り上げた。日本海軍は「新Z号作戦」計画書がアメリカ軍に渡った事を知らなかったため、作戦名を「あ号作戦」と改めるなど多少の作戦変更しか行わなかった。あ号作戦の「あ」は、アメリカの頭文字に由来する。作戦は、第一想定正面であるパラオ近海において防衛することとした。そのためにグアム・サイパン・テニアンの兵力を強化して敵をパラオ方面へ誘い込み、空母機動部隊である第一機動艦隊および第一航空艦隊を主力とする基地航空隊によって撃破するという作戦を立てた。
あ号作戦の立案は、連合艦隊司令部の作戦参謀長井純隆、航空参謀淵田美津雄、潜水艦参謀渋谷龍穉、情報参謀中島親孝が中心となって軍令部と連絡を取っていった。4月14日・15日・21日・22日に軍令部との打ち合わせがあった。4月24日、連合艦隊で参謀長以下で連合艦隊作戦計画を作成した。1944年5月3日、大本営は「あ」号作戦に関する総長指示を発令。同日連合艦隊司令長官に豊田副武大将が親補され、連合艦隊は「あ」号作戦命令を発令した。
問題は、アメリカの侵攻正面の予想であった。決戦海面としては小笠原諸島、マリアナ諸島、西カロリンを考えていたが、敵情判断、また現状のタンカー保有量不足のため蘭印の油田地帯から近場が日本軍にとって望ましく「西カロリン」を想定した。あ号作戦の計画方針では決戦方面にマリアナも含まれていたが、ほぼ考慮されなかった。軍令部第一部長中澤佑によれば「マリアナにいずれは来るであろうが、六月に来るとは思っていなかった。これに対し西カロリン、ニューギニアには逐次連携しながら来攻する、マリアナは比島作戦が大体目鼻がついてからと考えていた。六艦隊司令部も敵がマリアナに来ると判断しておれば、サイパンに進出しなかったと思う」という。軍令部作戦課長山本親雄によれば「マリアナには全然来ないとは思わなかったが、あれほど早く来るとは考えていなかった。マリアナには陸軍兵力が入り、相当自信があるのでまず大丈夫と考えていた」という。軍令部航空部員源田実によれば「あ号作戦計画においては、敵のマリアナ攻略はほとんど考えていない。敵の来攻方向は比島を目標とする西部ニューギニアと西カロリンであり、マッカーサーとニミッツの兵力が同時に別の方向に来攻するとは考えず、ニミッツの艦隊はマッカーサーの攻略部隊に応じるであろうと判断していた」という。陸軍は松輸送による増援部隊派遣の成功でマリアナにおける防衛に強い自信をもって回答しており、この方面の作戦計画をした主務参謀晴気誠は海軍に対して、たとえ海軍航空がなくなっても第43師団が到着したから敵を絶対に叩き出せるという説明を行った。
連合艦隊はマリアナに敵が来攻した場合の処置に関して、基地航空部隊の「第三集中配備」として対応策を定めているが、その他では作戦方針に示しているだけで水上部隊の作戦では全然触れられていなかった。連合艦隊作戦参謀長井純隆大佐は「あ号作戦計画を作成した当時タンカー問題は未解決で、敵マリアナ来攻の場合わが機動部隊は同方面に進出不可能であった。その後発令直前にタンカー問題が解決し作戦命令を訂正すべきであった。基地航空部隊作戦担当参謀は訂正したが他は訂正することなくして終わった」という。連合艦隊参謀長草鹿龍之介は「敵がサイパンに来攻した場合は、同地をしっかり確保している間にゆっくり準備を整え作戦できるように考えていた」という。連合艦隊先任参謀高田利種は「命令の変更を出したかどうか記憶していないが訂正を必要としなかったのではないか。実際の場合は、タンカーの解決で機動部隊の作戦限度線（マリアナ列島付近）を定めてあり、これで機動部隊の作戦を適宜指導するつもりであった」という。
一方、軍令部五課（米大陸情報課）部員実松譲によれば、「当時五課の判断は通信情報だけでなく諸種の状況から判断しており、特に参考になったのは捕虜訊問で、それによって敵の作戦の習性を調べていた。敵機の来襲状況と月日の関係を図表にしてみると、おおむねその準備状況が判明した。またアメリカ軍のやり方と記念日との関速、主将の性格特にその発表のやり方（マッカーサーは政治的、ニミッツは正直）等を参考としている。昭和19年2月23日のマリアナ空襲時にアメリカはリンカーンデーのプレゼントと発表した、これを聞き、直感的に次はマリアナではないかと考えた。4月に入り高高度偵察に来たのでこの考え方は強くなった。更に5月に入ると来襲回数も増し、低高度の偵察があり（アメリカ軍はこの後潜水艦によって日本軍の陣地を調べ、最後に潜水艦で海上偵察を使うのが常である）その後通商破壊に関係のない潜水艦の出現によりマリアナ来攻を確信するに至った。当時軍令部の作戦課は通信情報を重視して五課の判断をほとんど聞き入れなかった」という。連合艦隊の中島親孝情報参謀によれば「マーシャル来攻時の通信状況によってニミッツの攻略に対する実力を知り、古賀長官時代の連合艦隊司令部はアメリカ軍が二本槍で侵攻して来ると考えていた。しかし、5月以後の新連合艦隊司令部は中央の判断に基づいており、自分とは状況判断が異なっていた。通信上はニミッツの線が非常に高まり、北方に偽電があるころビアクに来攻、通信上はニミッツと全然関連がないので、攻勢はパラオではなくカロリンの線より北側との判断がはっきりした」という。しかし、大本営では5月下旬の五課の判断以外はマリアナを考えておらず、連合艦隊司令部でも中島が5月末のビアク来攻でマリアナと判断した以外は決戦方面は南寄りと判断していた。
日本海軍は、敵艦隊を予定作戦海域の西カロリンに誘導する方策として、基地航空部隊を秘匿・集中して敵に戦力を下算させること、特令で一部兵力をウルシー・パラオに進出待機させ誘出すること、機動部隊主力のフィリピン南からの進出を秘匿することを計画していた。
日本側の航空攻撃計画は、機動部隊は敵機動部隊へ先制攻撃のちアウトレンジ戦法で反復攻撃、戦闘爆撃機で空母を封殺し、次に本攻撃に移る。黎明を狙ったのち、昼間にアウトレンジ戦法だけで攻撃を行う。基地航空部隊には索敵を期待しており、哨戒圏を利用して接敵し、翼側から攻撃、協力困難なら縦深配備とするというものだった。航空参謀田中正臣は「小澤長官が強調された戦法で400浬〜450浬から発艦し、全速力で敵方に突き込み飛行機隊を収容して反復攻撃を行う方法である。この遠距離からの攻撃が可能であるかどうか検討され、新機種（彗星、天山）ならば可能であるとの結論になった。この戦法は当然の策であり、この戦法でなければ勝算はないものと考えていた」という。
また、停泊した米機動部隊を特四式内火艇で奇襲する竜巻作戦をあ号作戦に伴って実行する案もあり、4月26日に本作戦について中部太平洋方面艦隊司令長官南雲忠一中将は情勢に適応しないとの理由で反対を表明しているが、連合艦隊司令部は既定の計画に従って5月3日「あ」号作戦命令の一部として発令した。しかし、特四式内火艇にエンジンの轟音、低速、キャタピラが小石で破損するなど性能上の欠陥があることが分かり、5月12日本作戦の実施は不可能と判断し、中止された。

### 準備
5月16日、リンガ泊地にあった小沢治三郎中将麾下の第一機動艦隊は、予定戦場に近いタウィタウィ泊地へ進出した。タウィタウィで訓練の仕上げを行う計画であったが、日本側の行動を予期していたアメリカ潜水艦多数が待ち伏せていたため、泊地外での空母の訓練行動は危険でできなくなってしまった。タウィタウィ泊地は狭いうえ、赤道に近く無風状態であるため、泊地内では航空機の発着訓練は困難だった。対潜掃討のために駆逐艦が出撃したが、当時周辺海域を哨戒していた潜水艦ハーダー、ヘイク2隻の攻撃で逆に4隻が撃沈された。
| 日時   | 艦名   | 沈没地点           | ほか                                       |
| ------ | ------ | ------------------ | ------------------------------------------ |
| 6月6日 | 水無月 | ダバオ南東海上     | 出撃直後に発見したハーダー攻撃に向かい戦没 |
| 6月7日 | 早波   | タウイタウイ泊地沖 | 水無月捜索中にハーダーの反撃を受け戦没     |
| 6月8日 | 風雲   | ダバオ湾口         | 第五戦隊を護衛中にヘイグの攻撃を受け戦没   |
| 6月9日 | 谷風   | タウイタウイ湾口   | 対潜哨戒中にハーダーの攻撃を受け戦没       |

このため十分な洋上訓練が行えず、航空機搭乗員の練度不足はあ号作戦に影響を及ぼした。泊地周辺に展開したアメリカ潜水艦は日本艦隊にとって貴重な給油艦をも襲い、そのうちの2隻を撃沈した。
5月20日、豊田副武連合艦隊司令長官は「あ号作戦」開始を発令した。同日、小沢治三郎中将は旗艦「大鳳」で訓辞を行った。

1. 今次の艦隊決戦に当たっては、我が方の損害を省みず、戦闘を続行する。
2. 大局上必要と認めた時は、一部の部隊を犠牲としこれを死地に投じても、作戦を強行する。
3. 旗艦の事故、その他通信連絡思わしからざるときは、各級司令官は宜しく独断専行すべきである。
4. もし、今次の決戦でその目的を達成出来なければ、たとえ水上艦艇が残ったにしても、その存在の意義はない。

ただし三番目の訓示に関して、艦載機搭乗員の中には、その様な訓辞は聞いてもいないし知りもしないと証言している者もいる。
日本海軍はアメリカ艦隊の行動を探るため、多数の潜水艦をアドミラルティ諸島北方の「ナ散開線」などアメリカ艦隊の予想進路上に、散開線配備した。ところがこれらの日本潜水艦は、同様の任務に就いていたアメリカ潜水艦と異なって戦果を上げることができず、逆にアメリカの対潜掃討艦艇に発見されて呂百型潜水艦多数などを撃沈されてしまった。

### 渾作戦
5月27日、アメリカ陸軍を主体とした連合軍は西部ニューギニア沖合のビアク島へ上陸を開始した。本来、この方面は絶対国防圏からも外れ、作戦命令方針にも一致していなかったが、連合艦隊は独自の判断で、この方面の迎撃に決戦兵力の第三攻撃集団を投入した。マリアナ方面に備えていた第一航空艦隊のうちヤップ所在の約90機がビアク支援に転用され、29日に連合艦隊は大本営に対して渾作戦が提案され承認後、さらに連合艦隊はマリアナ方面に配備されていた第二攻撃集団をハルマヘラ島方面に移動させた。
連合艦隊の多田篤次航空参謀は、「当時連合艦隊司令部では豪北についてはほとんど考えておらず、また「あ」号作戦自体も自主的にわが希望する決戦海面に導入する方策が欠けていた。私は敵がビアクに来た時第一機動艦隊をもってこれに対応すべきであると主張し、先任参謀と激論した。その理由は1.第一機動艦隊はタウイタウイで訓練もできず海上機動戦の練度不足である。2.ビアクに対応することにより敵を刺激して誘致の目的にかなう、すなわち従来の敵のやり方からみて有力部隊をもって対応しなければ深くわが希望海面に入って来ないということである」と語っている。連合艦隊情報参謀中島親孝によれば「豊田艦隊司令部では豪北方面に対する関心がほとんどなく、ビアクに対しても認識は十分とはいえなかった。ところが現実にビアク島に上陸され、だれかが急に騒ぎ出して「ビアクには飛行場適地が多く大基地群ができる」ということで、一部航空兵力を増強するに至ったものであろう。私の印象では一航艦兵力の投入も、渾作戦も共にビアク確保が主目的で、これは当時何回も聞いており「ビアクを取られたら大変だ」ということである」という。
もともと海軍はトラック、ビアク、メレオンを絶対防衛線から外すことを事前に決め、陸軍にも伝えていた。しかし、連合艦隊が決戦兵力を動かし渾作戦を要求したので、軍令部もそれを承認し、陸軍もそれを許諾してしまった。軍令部第一部長中澤佑によれば「渾作戦の目的はビアク島確保が第一であり、敵機動部隊を誘致し決戦を生起させるチャンスもあると考えていたが、その後の経過は次第に後者の方を重視する傾向が強くなってきた」という。
日本海軍は、決戦方面は依然マリアナと考えていた一方で、従来の「あ」号作戦計画にとらわれたこと、および渾作戦の進展に伴いビアク方面への関心が強くなったことから、ニミッツがニューギニア作戦に協力するか、またはマッカーサー作戦と策応して西カロリンを攻略してくるという見方が強くなっていた。

### アメリカ軍サイパンへ侵攻
6月11日、サイパン上陸に先立って日本軍の航空戦力を叩くべく、スプルーアンスの本隊より先行していた第58任務部隊司令官マーク・ミッチャー中将がマリアナの日本軍基地の攻撃を命じた。ミッチャーは奇襲とするためいつもと攻撃方法を変更することとし、早朝ではなく午後13時にマリアナの日本軍各飛行基地を延べ1,100機の艦載機で空襲した。日本海軍航空隊は渾作戦で、マリアナの第1航空艦隊第61航空戦隊可動350機の約半数も作戦への投入を決めて、真珠湾攻撃からのエース・パイロットである第261海軍航空隊飛行隊長指宿正信大尉らがインドネシアのモルッカ諸島にあるハルマヘラ島に飛び立っており、このミッチャーの奇襲に対抗できたのは100機足らずであった。さらにミッチャーの思惑通り、奇襲効果もあって日本軍は満足に迎撃もできず、邀撃戦は分散且つ少数機で行われ、第一航空艦隊司令官角田覚治中将がいたテニアン島ですら、第301海軍航空隊戦闘316飛行隊の「零戦52型」10機が迎撃するのがやっとであったが、来襲してきたのが新鋭艦載戦闘機「F6Fヘルキャット」であったうえに、戦闘316飛行隊は飛行隊長の美濃部正少佐が空戦の訓練を全く行わせていなかったなど、そもそも空戦技術がほとんどなかったため、一方的に撃墜されて全滅するなど、この後の「マリアナの七面鳥撃ち」を予感させるような一方的な戦いとなった。第58任務部隊は日本軍機100機の撃墜撃破を報告しているのに対して、「F6Fヘルキャット」の損失は対空砲火によるものも含めてわずか11機であった。
6月12日にはグアムから、前日は空襲中に空中退避して無事であった陸上攻撃機「銀河」7機が、第58任務部隊に夜間雷撃を敢行したが戦果はなく、前日に引き続き延べ1,400機の艦載機が、今度は未明の午前2時40分から午前7時30分にかけてマリアナの各島に来襲した。昨日の空襲でほとんどの戦力を失っていた日本軍も、テニアンから艦上爆撃機「彗星」5機を第58任務部隊を攻撃に出撃させ、グアムからは「零戦」13機が迎撃に上がったが、前日と同様に一方的な戦いで帰還できたのは「零戦」1機のみとなった。第58任務部隊の戦果報告も撃墜破22機と控えめなものとなり、この日をもってマリアナの日本軍航空戦力は壊滅し、アメリカ軍艦隊を地上の基地航空隊と機動部隊で挟撃しようという「あ号作戦」の計画は実現困難となってしまった。
マリアナへの大規模空襲開始を受け、連合艦隊司令部は敵にマリアナ攻略の企図があるという見方を強くした。大本営は機動空襲のみで攻略企図はないと考えていたが、連合艦隊は6月11日に第二攻撃集団をヤップに戻し、13日に「あ号作戦決戦用意」を発令、渾作戦を中止した。連合艦隊の中島親孝情報参謀は「ビアク来攻時、マッカーサーの部隊とニミッツの部隊と通信上全然関連がないので、近くニミッツによる攻略作戦がカロリン諸島より北方に行われるであろうと判断していた。その後一時北方の通信状況が活発となり小笠原諸島など北寄りに来攻するのではないかとの判断もあったが、六月十日ごろにはこの兆候もなくなり、マリアナとの判断になった。そして十一日米機動部隊の来襲により、いよいよマリアナ攻略に来たぞと判断した。当初は司令部の作戦担当者は必ずしも私の判断を全幅信用していなかったため渾作戦の処置から見れば矛盾はあるが、十一日には私の判断を司令部は信頼して長井作戦参謀が決戦用意の発令について軍令部と何回も電話連絡していたのを記憶している」という。軍令部課長山本親雄によれば「軍令部は単なる機動空襲との判断が強く、燃料の関係から慎重に対処するべきであると考えていた。十三日連合艦隊司令部が決戦用意を発令した時も軍令部はなお懐疑的であった」という。決戦用意発令は連合艦隊司令部の強行であり、軍令部は燃料の問題から慎重で賛成ではなかった。
決戦用意の発令前に第一機動艦隊はすでにギマラス泊地への前進を決めていたが、渾作戦も中止となったことで渾作戦参加部隊も機動艦隊と合流するよう指示された。日本艦隊が集結する一方、艦隊に協力すべき基地航空隊はビアク救援作戦に振り回されて消耗しており、すでにマリアナ所在の戦力はほぼ壊滅状態になっていた。第一航空艦隊はビアク・ハルマヘラ方面に転進した部隊をヤップやグアムへ戻したものの、転進先での戦闘のほか、搭乗員のマラリアやデング熱感染、頻繁な移動に伴う事故などで戦力は大きく低下していた。しかしビアク守備隊は孤立しつつも抵抗を続け、アメリカ上陸軍がビアク島の諸飛行場を制圧して陸軍航空戦力を展開できるようになったのは本海戦の終了後であった。
6月15日、アメリカ軍はサイパン島へ上陸を開始する。同日、豊田長官もあ号作戦発動を命令した。

## 戦闘の経過

### 6月18日まで
6月15日、決戦たるあ号作戦の発動を受けて、日本の第一機動艦隊はギマラス泊地を出撃し、翌16日に渾作戦部隊と合流した。この間、6月15日には第一補給部隊において油槽船清洋丸と駆逐艦白露が衝突事故を起こし、白露が沈没した。機動部隊先任参謀大前敏一は小澤長官から、敵艦隊との距離を500浬にもっていくようにいわれたという。
日本側の布陣は、囮を兼ねた前衛部隊として戦艦大和、武蔵、金剛、榛名と空母千歳、千代田、瑞鳳を中心とした栗田中将指揮下の艦隊を配し、その後ろ100浬に主力本隊として、空母大鳳、翔鶴、瑞鶴を擁する甲部隊と空母隼鷹、飛鷹、龍鳳を擁する乙部隊を置き、主力本隊は攻撃機の航続距離の大きさを利して、敵空母機の行動範囲外からアウトレンジで攻撃するという作戦であった。
アメリカ艦隊は、6月15日のうちには日本艦隊の出撃を知っていた。潜水艦フライングフィッシュがサンベルナルディノ海峡を通過する日本艦隊を発見して報告し、同じくシーホースも16日にスリガオ海峡沖を北上する日本艦隊を追尾していた。17日、スプルーアンスは、第58任務部隊に対し、敵空母の撃破を第一の目的とする指示を出した。しかしその後、アメリカ艦隊は日本の機動部隊の所在を見失った。スプルーアンスは日本艦隊が攻略船団だけを狙った一撃離脱を試みることを恐れながらも、東方への航行を続けた。
6月18日、小沢機動部隊は40機以上にのぼる索敵機を発進させ、三段索敵を行った。昼過ぎ、前衛艦隊の索敵機が3群で編成された米機動部隊を発見し、前衛部隊の軽空母から攻撃隊が発進した。ところがこれは夜間攻撃、夜間着艦となると、機動部隊司令部は攻撃中止の命令を下した。攻撃隊は爆弾を捨てて帰艦したが、技量が未熟な攻撃隊は満足に着艦できず、推定4機が事故で失われた。旗艦大鳳の艦橋は重苦しい空気に包まれた。
この間、日本の基地航空隊は残存戦力を集めてアメリカ艦隊に対する反撃を実施していた。6月15日にはトラックから天山11機が出撃。ヤップから第一次攻撃隊零戦9機と彗星3機が出撃した後に第二次攻撃隊として零戦5機、銀河10機の計27機が出撃するが戦果は得られなかった。損害は15機が未帰還になった。6月16日にはグアムから天山6機が出撃するが戦果なしで全機帰還。6月17日、ヤップから零戦31機、彗星19機が出撃し護衛空母ファンショー・ベイを小破・揚陸艦1隻小破という戦果をあげるものの戦闘の末に24機喪失した。22機がグアムに着陸し、残4機は消息不明になった。トラックからは天山5機出撃し揚陸艦1隻を撃沈するも1機未帰還となった。18日、ヤップから59機が出撃しタンカー2隻を小破させるも22機を失う。残り37機はグアムに着陸した。
結局本格的な戦闘が始まる前に基地航空隊で66機、空母では推定4機が失われた。

### 6月19日

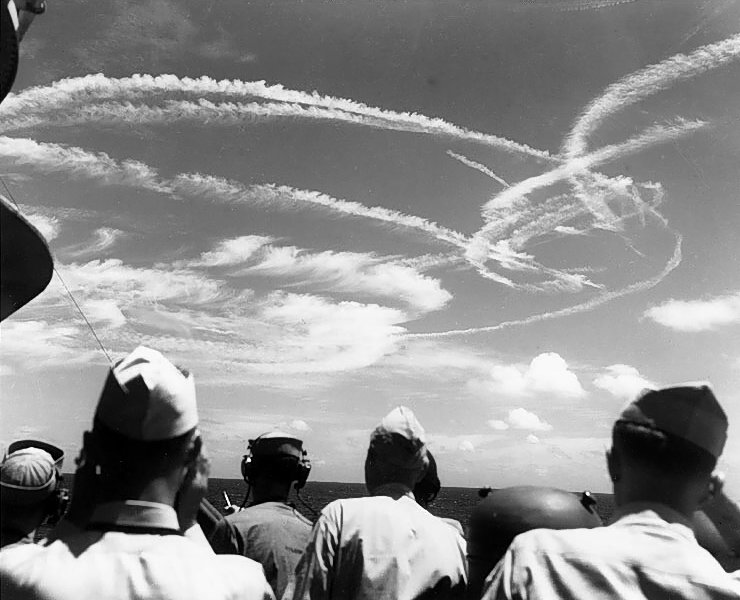
戦闘機雲を眺める第58任務部隊の兵士。

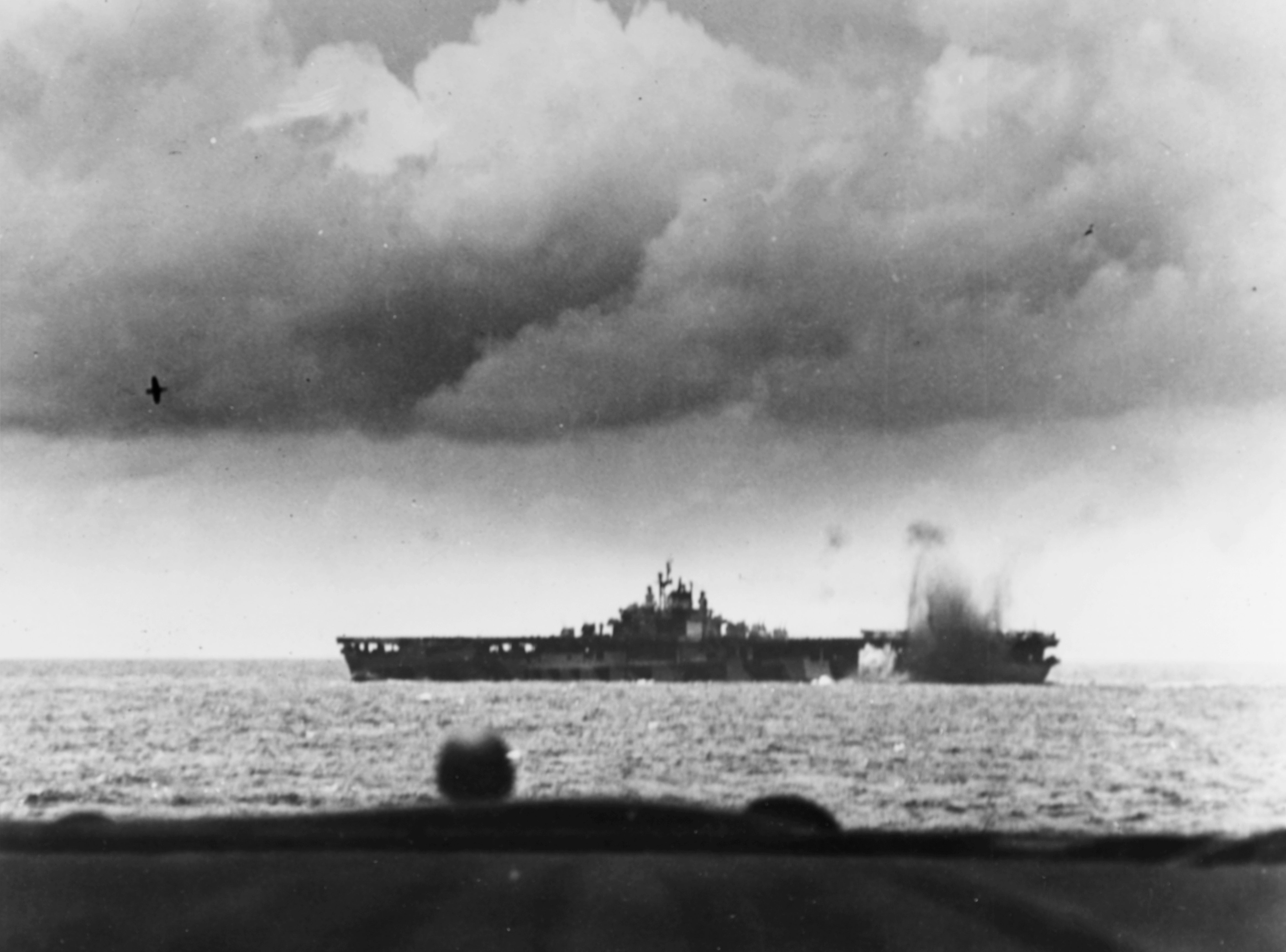
爆撃による至近弾を受けた空母バンカーヒル。画面左上には尾部を射ち飛ばされた日本機が写っている（1944年6月19日）。

6月19日朝、依然として日本艦隊を発見できないアメリカ機動部隊は、グアム島の日本軍基地航空隊の殲滅を先に進めた。グアムには、前日までにヤップから移動してきた日本の基地航空部隊が展開していた。午前8時30分頃からの激しい空中戦の末、グアム上空の制空権はアメリカ軍が掌握した。これはその後、日本機動部隊のグアム基地を利用した攻撃計画を狂わせる効果を生んだ。日本側は、6月19日にグアムから爆戦3機が反撃に出撃したが戦果はなかった。
一方、小沢機動部隊は早朝3時30分から頻繁に索敵機を発進させ敵機動部隊の捜索を開始した。6時半頃、サイパン島西部にアメリカ機動部隊を発見。日本の機動部隊は攻撃隊を出撃させた。
7時25分に前衛の空母千歳、千代田、瑞鳳から64機(零戦14機、爆装零戦43機、天山7機)と、7時45分にその後方に位置する主力の甲部隊（空母大鳳、翔鶴、瑞鶴）から128機（零戦48機、彗星53機、天山29機）の第一次、第二次攻撃隊を発進させた。7時40分、甲部隊の攻撃隊が味方の前衛艦隊上空を通過したがこの時、これを米軍機と誤認した前衛艦隊の誤射を受け3機が撃墜された。
2つの攻撃隊は、2時間から3時間という長時間をかけて米第58任務部隊に接近していった。第一次攻撃隊は9時35分にアメリカ艦隊への攻撃を開始したが、レーダーで日本海軍攻撃隊の接近は既に探知されており、攻撃隊をまだ出せずにいた米機動部隊は戦闘機のほとんどをこれへの迎撃にあてることができ、またはVT信管弾を伴った対空砲火により、日本軍の攻撃隊は全体の3分の2にあたる41機（零戦8機、零戦爆戦31機、天山2機）を失った。第一次攻撃隊は戦艦と重巡をそれぞれ1隻ずつ小破させたのみであった。10時45分にアメリカ艦隊への攻撃を開始した第二次攻撃隊も、戦艦サウスダコタ、空母バンカーヒルと重巡洋艦ミネアポリスを小破させただけに留まり、全体の4分の3以上にあたる99機（零戦33機、彗星43機、天山23機）もの航空機を失った。
9時15分、乙部隊（空母隼鷹、飛鷹、龍鳳）から第二波の第三次攻撃隊49機（零戦17機、零戦爆戦25機、天山7機）が発進するが、別働隊と誘導機が進路（目標）変更の受信を逃した上、本隊も米第58任務部隊を発見できずに引き返し、7機（零戦1機、零戦爆戦5機、天山1機）が未帰還となった。10時15分には第四次攻撃隊50機（零戦20機、九九式艦爆27機、天山3機）が発進した。第四次攻撃隊は米艦隊を発見できなかった。攻撃後にグアム島かロタ島経由でヤップ島へ向かうように指示されていたため、グアム島に向かったところ、付近で戦闘機の待ち伏せを受け26機（零戦14機、九九式艦爆9機、天山3機）が撃墜された。不時着機の残骸から助け出された搭乗員は21名で内1名が間もなく戦死、残った20名はグアム島に孤立していた搭乗員80名と共にイ41号潜水艦に救出され別府に上陸している。阿部善次大尉の彗星隊はグアム島で燃料補給を受け、翌日隼鷹へ帰艦するよう命じられている。10時45分、彗星9機・零戦6機が発進したが発進直後に彗星2機・零戦1機が故障で引き返し、さらに索敵中に彗星1機・零戦3機が行方不明となった。この隊は偶然アメリカ軍機動部隊を発見したがヘルキャットの迎撃にあい、阿部は1時間ほどヘルキャットに追跡されたのちロタ島へ不時着した。
甲部隊が攻撃隊を発進させた直後の8時10分、旗艦大鳳がアメリカの潜水艦アルバコアの魚雷攻撃を受け、発射された6本の魚雷のうち1本が命中した。損傷そのものは軽微（前部エレベーターの陥没）であったため、応急修理の後、10時28分に大鳳、翔鶴、瑞鶴から第五次攻撃隊18機（零戦4機、零戦爆戦10機、天山4機）が発進したものの、米第58任務部隊を発見できずほとんどが引き返し一部は不時着、9機（零戦爆戦8機、天山1機）が未帰還となった。10時30分、乙部隊（隼鷹、飛鷹、龍鳳）から第六次攻撃隊15機（零戦6機、彗星9機）が発進し、本隊8機が13時40分頃に米艦隊を発見、空母を目標に攻撃した。しかし、全く戦果を上げられず9機（零戦4機、彗星5機）が撃墜された。第六次攻撃隊の彗星隊と第四次攻撃隊の九九艦爆隊の共同攻撃を企図したという証言はあるが、連絡や指示された証拠はない。
11時20分には、日本機動部隊に接近したアメリカの潜水艦カヴァラが空母翔鶴に魚雷を命中させた。翔鶴も致命的な損傷を受け、14時10分に沈没した。14時32分、大鳳が帰艦してきた攻撃隊の収容を始めようとしたとき突如大爆発を起こし、16時28分に沈没した。大鳳のこの大爆発の原因は、魚雷のダメージにより航空燃料が格納庫内に気化しながら広がり、それが艦載機の着艦の衝撃で引火、爆発したものと推定されている。大鳳の爆発のため、小沢中将は旗艦を重巡羽黒に移した。
17時10分、日本機動部隊は虎の子の正規空母を2隻も失い、送り出した攻撃隊の大半が未帰還となったことから小沢中将は立て直しのために北上を命じた。日本機動部隊はそれまでに6次にわたる攻撃隊を送りだしたが、どの部隊も敵の迎撃と行方不明によってそのほとんどを失った。小沢艦隊司令部が把握していた残余機数は以下の通りである。
| 戦隊         | 戦闘機                           | 爆撃機                  | 攻撃機      | 偵察機      | 合計 |
| ------------ | -------------------------------- | ----------------------- | ----------- | ----------- | ---- |
| 第一航空戦隊 | 零式艦戦52型15機 零式艦戦21型2機 | 彗星艦爆1機 99式艦爆2機 | 天山艦攻7機 | 二式艦偵5機 | 32機 |
| 第ニ航空戦隊 | 零式艦戦19機                     | 爆装零戦19機            | 天山艦攻8機 |             | 46機 |
| 第三航空戦隊 | 零式艦戦6機                      | 爆装零戦7機             | 97式艦攻6機 |             | 19機 |

一方のアメリカ艦隊は被害らしい被害を受けずに、空戦で29機の戦闘機を損失しただけに留まった。一連の動きとは別に18時07分、第五一潜水隊所属呂115が爆雷攻撃に耐えつつワスプ型米空母に対し搭載すべての魚雷4本を発射したが、命中を確認できなかった。深夜、後方で待機していた日本の補給部隊に給油のため前線へ進出せよとの命令が下った。

### 6月20日

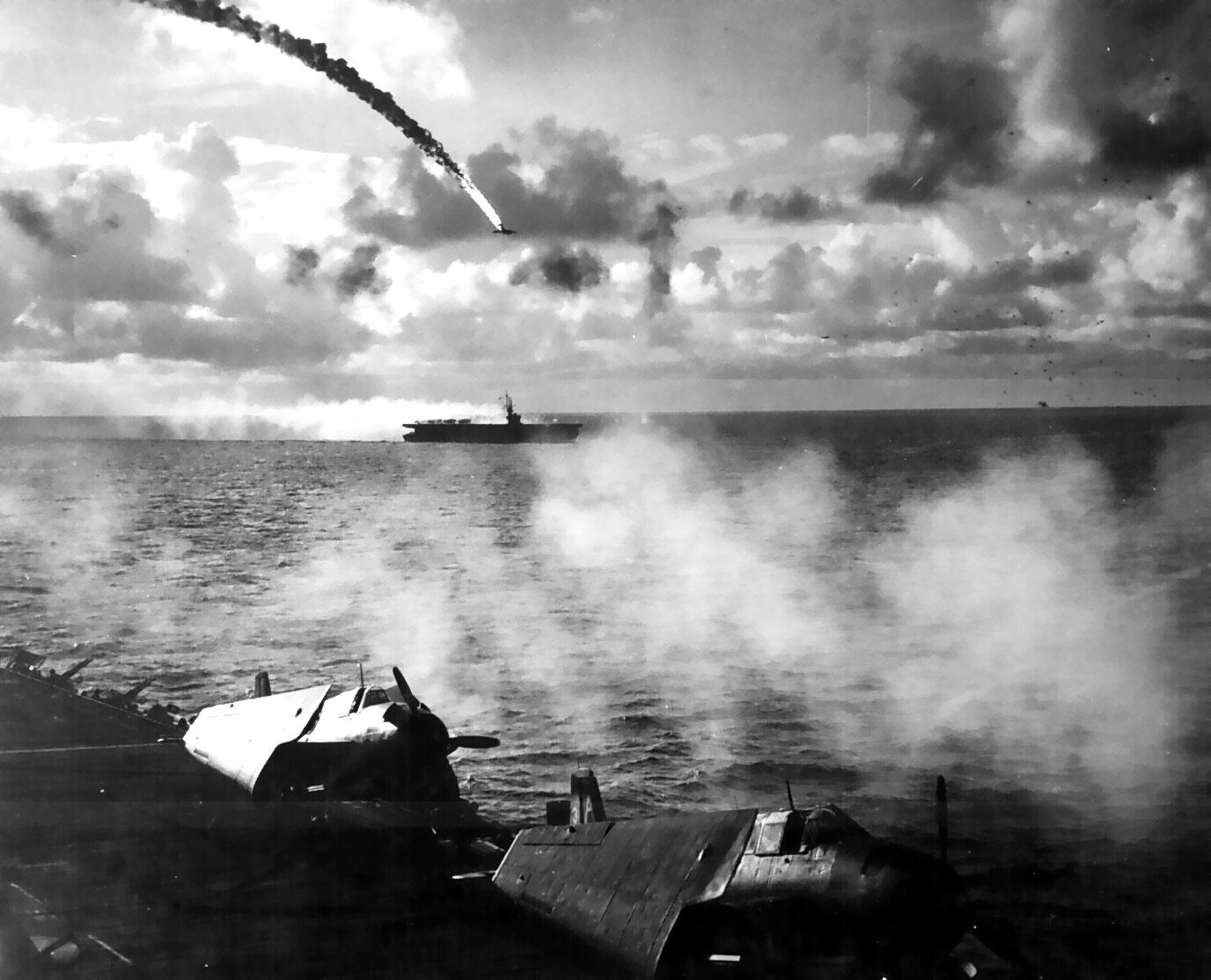
アメリカ軍の対空砲火によって撃墜された日本軍の機体。

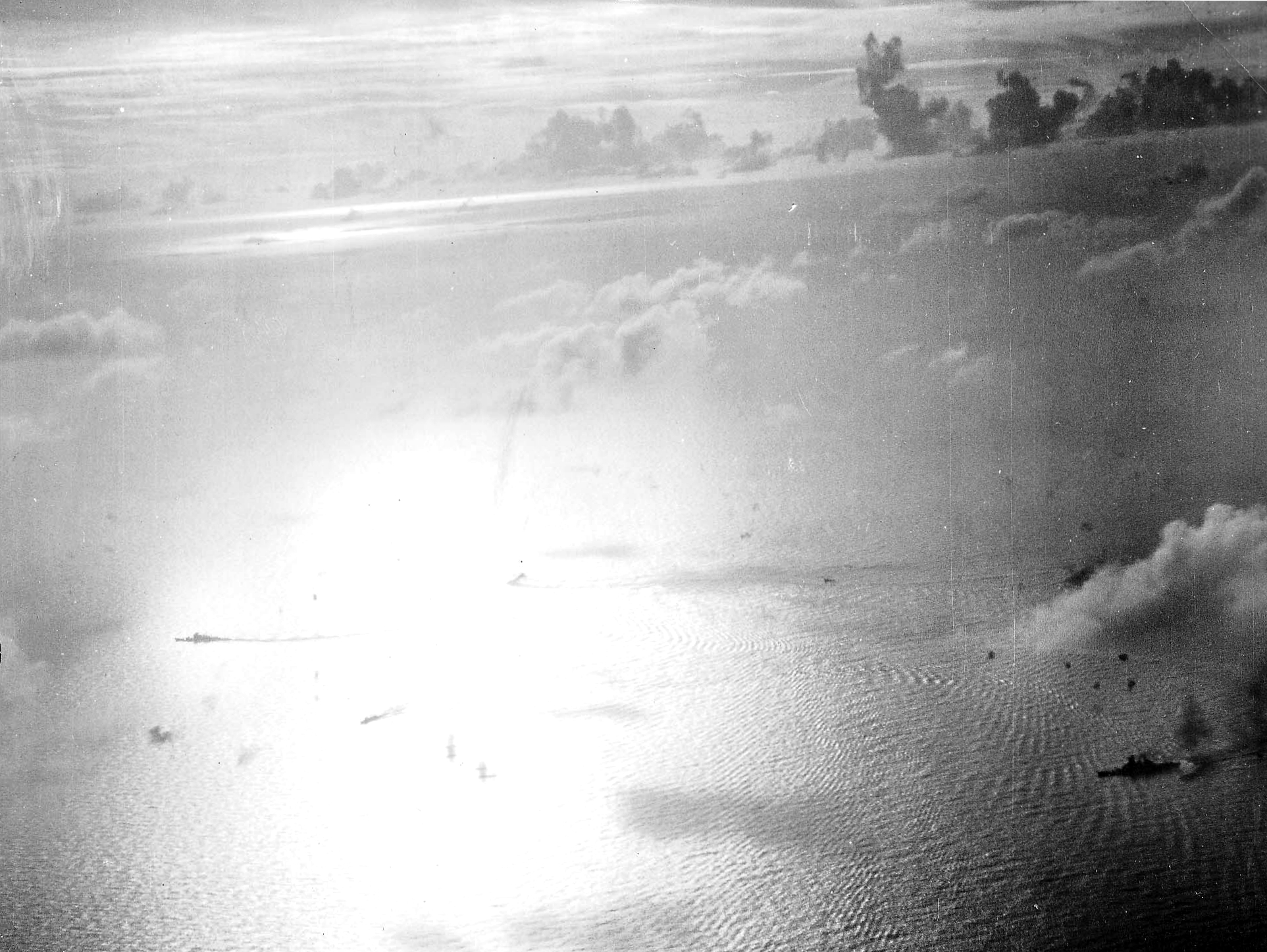
夕日を浴びる中、対空砲火を上げながら回避行動をとる前衛部隊。右側中央に金剛型戦艦、左側には高雄型重巡洋艦と駆逐艦2隻が見える。

小沢艦隊は翌6月20日、夜明け前の4時40分から索敵機を発進させたが、米機動部隊を発見することはできなかった。12時、小沢中将は旗艦を羽黒から瑞鶴に移した。13時20分過ぎ、敵の空襲警報を受け、小沢艦隊は補給部隊からの給油を中止して撤退を開始した。この日の補給部隊の戦闘詳報に、緊急離脱していく小沢艦隊を見て「何があった？」と船団内でやり取りした通信記録が残っており、この時艦隊司令部は補給部隊に対し敵攻撃部隊の接近を伝えないまま離脱した事が判っている。補給部隊は敵襲が近いことを察知して艦隊に後続したが、低速の油槽船とその護衛駆逐艦からなる船団では付いて行けず置き去りとなった。補給部隊に退避命令が届いたのは、空襲警報から2時間後の15時45分だった。
15時40分に、アメリカ軍の第58任務部隊はようやく日本機動部隊を発見した。マーク・ミッチャー中将は日本機動部隊までの距離が米艦載機の航続可能範囲の限界付近であることや、帰艦が夜になってしまうことを覚悟の上で216機（F6F戦闘機85機、SB2C急降下爆撃機51機、SBD急降下爆撃機26機、TBF雷撃機54機）の攻撃隊を出撃させた。
17時30分にこれが日本艦隊上空に来襲。零戦が迎撃にあたったが23機が撃墜され、空母飛鷹が沈没し、他の空母瑞鶴、隼鷹、千代田も損傷した。逃げ遅れた補給部隊の給油艦2隻も航行不能となり、自沈処分された。アメリカ攻撃隊は20機が撃墜され、他に80機が燃料切れの不時着や夜間着艦の失敗で失われた。
空襲を受ける前の16時15分には日本軍側も米艦隊を発見しており、17時25分に甲部隊唯一生き残った空母瑞鶴から7機の雷撃機を発進させたが、この薄暮の攻撃隊は3機未帰還・4機が洋上に不時着・水没で戦果なしの全損に終わった。20日の戦闘終了時点で、第一機動艦隊の保有艦載機数は以下の通りとなった。
| 戦隊         | 戦闘機                    | 爆撃機                  | 攻撃機                  | 偵察機 | 合計 |
| ------------ | ------------------------- | ----------------------- | ----------------------- | ------ | ---- |
| 第一航空戦隊 | 零式艦戦(型式記載なし)4機 | 彗星艦爆1機 99式艦爆1機 | 天山艦攻1機             | なし   | 7機  |
| 第ニ航空戦隊 | 零式艦戦11機              | 爆装零戦5機             | 天山艦攻1機             | なし   | 17機 |
| 第三航空戦隊 | 零式艦戦2機               | 爆装零戦3機             | 97式艦攻4機 天山艦攻2機 | なし   | 11機 |

前衛の栗田中将には夜戦のための東進が命じられ、残存空母部隊も、上記の空襲を受けた後、それに後続したが、小型艦艇の燃料は尽きようとしていた。19時40分頃、連合艦隊長官豊田副武大将から離脱が命じられ、21日、小沢中将は「あ号作戦」を中止し撤退した。東進していた前衛の栗田艦隊も、作戦中止命令を受けて北西に変針した。
アメリカ艦隊は20日真夜中から西方に針路を変えて追撃を試みたが、21日午後9時20分に中止した。サイパンへの帰路、脱出・不時着した友軍搭乗員59人を収容した。

## 参加兵力

### 日本軍

#### 機動部隊本隊（第一機動艦隊基幹）[59]
- 指揮官：小沢治三郎中将
  - 参謀長：古村啓蔵少将
  - 艦隊機関長：鈴木師大佐　　艦隊軍医長：中野義雄大佐　　艦隊主計長：掘直江主計大佐
  - 首席参謀：大前敏一大佐　　作戦参謀：有馬髙泰中佐
  - 航空甲参謀：青木武中佐　　航空乙参謀：田中正臣少佐
  - 補給甲参謀：富永章中佐　　補給乙参謀：石田外喜雄少佐
  - 機関参謀：肥後武雄中佐　　戦務参謀：辻本毅少佐
  - 情報参謀：山野井實夫少佐　　航海参謀：山下雅夫少佐
  - 副官：麓多禎少佐　　気象長：藤木弘少佐

##### 本隊甲部隊（第三艦隊基幹）
- 指揮官：小沢中将兼務
  - 第一航空戦隊　司令官：小沢中将兼務
    - 航空母艦：大鳳、翔鶴、瑞鶴
    - 第六〇一海軍航空隊　司令：入佐俊家中佐
      - 零式艦戦62機、彗星艦爆46機、九九式艦爆14機、天山艦攻37機、二式艦偵23機[注釈 6]

  - 第五戦隊　司令官：橋本信太郎少将
    - 重巡洋艦：妙高、羽黒

  - 第十戦隊　司令官：木村進少将 
    - 軽巡洋艦：矢矧、駆逐艦：霜月
    - 第十駆逐隊　司令：赤沢次寿雄大佐[注釈 7]
      - 駆逐艦：朝雲、（風雲）[注釈 8]

    - 第十七駆逐隊　司令：谷井保大佐
      - 駆逐艦：磯風、浦風、(谷風）[注釈 9]

    - 第六十一駆逐隊　司令：天野重隆大佐
      - 駆逐艦：初月、若月、秋月

##### 本隊乙部隊
- 指揮官：城島高次少将
  - 第二航空戦隊　司令官：城島高次少将
    - 空母：隼鷹、飛鷹、龍鳳
    - 第六五二海軍航空隊　司令：鈴木正一中佐
      - 零式艦戦75機、彗星艦爆18機、九九艦爆18機、天山艦攻23機[注釈 10]

  - 戦艦：長門
  - 重巡洋艦：最上
  - 第四駆逐隊　司令：高橋亀四郎大佐
    - 駆逐艦：満潮、野分、山雲

  - 第二十七駆逐隊　司令：不在[注釈 11]
    - 駆逐艦：時雨、五月雨、（白露）[注釈 12]

  - 第二駆逐隊　司令：白石長義大佐[注釈 13]
    - 駆逐艦：秋霜、早霜

  - 駆逐艦：浜風

##### 前衛部隊（第二艦隊基幹）
- 指揮官：栗田健男中将、参謀長：小柳冨次少将
  - 第四戦隊　司令官：栗田健男中将
    - 重巡洋艦：愛宕、高雄、鳥海、摩耶

  - 第一戦隊　司令官：宇垣纒中将
    - 戦艦：大和、武蔵

  - 第三戦隊　司令官：鈴木義尾中将
    - 戦艦：金剛、榛名

  - 第三航空戦隊　司令官：大林末雄少将
    - 航空母艦：瑞鳳、千歳、千代田
    - 第六五三海軍航空隊　司令：木村軍治中佐
      - 零戦63機、天山艦攻9機、九七式艦攻18機[注釈 14]

  - 第七戦隊　司令官：白石萬隆少将
    - 重巡洋艦：熊野、鈴谷、利根、筑摩

  - 第二水雷戦隊　司令官：早川幹夫少将
    - 軽巡洋艦：能代、駆逐艦：島風
    - 第三十一駆逐隊　司令：福岡徳治郎大佐
      - 駆逐艦：長波、朝霜、岸波、沖波

    - 第三十二駆逐隊　司令：折田常雄大佐→青木久治大佐[注釈 15]
      - 駆逐艦：藤波、浜波、玉波、（早波）[注釈 9]

##### 第一補給部隊
- 給油艦：速吸、
- 油槽船：日栄丸、国洋丸、清洋丸
- 軽巡洋艦：名取[注釈 16]
- 駆逐艦：夕凪、初霜、響、栂

##### 第二補給部隊
- 油槽船：玄洋丸、あずさ丸
- 駆逐艦：雪風[注釈 17]、卯月
- 海防艦：満珠、干珠、三宅、第22号[注釈 18]

#### 第五基地航空部隊
- 指揮官：角田覚治中将 参謀長：三和義勇大佐
  - 第二二航空戦隊
  - 第二三航空戦隊
  - 第二六航空戦隊
  - 第六一航空戦隊
  - 守備隊30000

殆どヤップ島、グアム島の航空部隊でサイパン島、テニアン島の航空部隊は空襲で壊滅した。

### アメリカ軍
第5艦隊
- 司令長官：レイモンド・A・スプルーアンス大将、参謀長：カール・ムーア大佐 旗艦：重巡洋艦インディアナポリス
- 第58任務部隊（正規空母7、軽空母8 搭載機 戦闘機F6F ヘルキャット443機、戦闘機F4U コルセア3機、急降下爆撃機SB2C ヘルダイバー174機、急降下爆撃機SBD ドーントレス59機、雷撃機TBF アヴェンジャー188機、F6F-3N ヘルキャット24機、計891機）
  - 司令官：マーク・A・ミッチャー中将、参謀長：アーレイ・A・バーク大佐 旗艦：空母レキシントンII
    - 第1機動群（任務群） 司令官：ジョゼフ・J・クラーク少将
      - 空母：ホーネットII、ヨークタウンII 軽空母：ベロー・ウッド、バターン
      - 重巡：ボストン、キャンベラ、ボルチモア 防空巡：オークランド、サンファン 駆逐艦14

    - 第2機動群 司令官：アルフレッド・E・モントゴメリー少将
      - 空母：バンカーヒル、ワスプII 軽空母：モントレー、カボット
      - 軽巡：サンタフェ、モービル、ビロクシー 駆逐艦12

    - 第3機動群 司令官：J・W・リーブス少将
      - 空母：エンタープライズ、レキシントンII 軽空母：プリンストン、サン・ジャシント
      - 重巡：インディアナポリス 軽巡：バーミンガム、クリーブランド 防空巡：レノ 駆逐艦13

    - 第4機動群 司令官：W・K・ハリル少将
      - 空母：エセックス 軽空母：カウペンス、ラングレー
      - 軽巡：ビンセンス、マイアミ 防空巡：サンディエゴ 駆逐艦14

    - 第7機動群 W・A・リー中将
      - 戦艦：ワシントン、アイオワ、ニュージャージー、サウス・ダコタ、インディアナ、アラバマ、ノース・カロライナ
      - 重巡：ニューオーリンズ、ミネアポリス、サンフランシスコ、ウィッチタ 駆逐艦14
- 第51任務部隊 司令官：リッチモンド・K・ターナー中将、旗艦：ロッキー・マウント

海兵隊
- 司令官：ホーランド・M・スミス海兵中将
  - 第3海兵師団
  - 第4海兵師団
  - 第5海兵師団

アメリカ陸軍
- 第27歩兵師団（増援部隊） 司令官：ラルフ・C・スミス陸軍少将 → スタンフォード・ジャーマン陸軍少将 → ジョージ・W・グライナー陸軍少将

## 損害

### 日本軍
沈没
- 空母：大鳳、翔鶴、飛鷹
- 油槽船：玄洋丸、清洋丸（雪風の雷撃処分）
- 潜水艦：20隻[注釈 19]
  - あ号作戦計画開始後同作戦決戦用意発令までの同方面での損失
    - 伊16（5月19日没）、伊176（5月16日没）、呂42（6月11日没）、呂104（5月23日没）、呂105（5月30日没）、呂106（5月22日没）、呂108（5月26日没）、呂111（6月9日没）、呂116（5月24日没）

  - あ号作戦決戦用意（6月13日）～展開部隊への帰還命令（21日）までの喪失
    - 伊184（6月19日没）、伊185（6月22日没）、呂36（6月13日没）、呂44（6月16日没）、呂114（6月17日没）、呂117（6月17日没）

  - 21日後の物資輸送、通信連絡、人員収容任務での未帰還
    - 伊5（7月19日没）、伊6（7月13日亡失認定）、伊10（7月4日没）、伊55（7月14日没）、呂48（7月15日亡失認定）

損傷
- 戦艦：榛名（直撃弾1、火薬庫漏水。小破）
- 空母：隼鷹（命中弾2、中破[注釈 20]）、龍鳳（小破）、千代田（直撃弾1、小破）、瑞鶴（命中弾1、至近弾5、小破）[注釈 21]
- 重巡：摩耶（直撃弾1、小破）
- 油槽艦：速吸（小破）

損失航空機
艦載機と水上機や基地など476機
死傷者
航空搭乗員戦死445名、艦乗組員戦死と失踪3000名以上
その他
- サイパン島における戦闘の損害はサイパンの戦いを参照。

### アメリカ軍
損傷
- 戦艦：サウス・ダコタ、インディアナ
- 空母：バンカーヒル、ワスプ
- 重巡：ミネアポリス、ウイチタ

損失航空機
撃墜43機、着艦失敗や不時着など87機
死傷者
航空搭乗員戦死76名、艦乗組員戦死33名

## 結果と影響
マリアナ沖海戦の結果、日本海軍は空母3隻（内2隻は正規）と搭載機の大部分を失った。基地航空隊も壊滅し、損失航空機は空母航空隊と合計で450機以上に上った。機動部隊を支援する給油艦2隻と潜水艦多数も失われ、損傷艦も数多かった。対するアメリカ軍の艦艇損害はわずかで、航空機の損失も130機程度だった。
マリアナ沖海戦の敗北、それに伴うあ号作戦の失敗は日本の戦争継続に大きな影響を及ぼした。全力をあげての決戦で、機動部隊は3隻の空母、搭載機、搭乗員の多くを失い、再起不能となった。基地航空部隊も壊滅して作戦継続不能の判断のもと、被害防止対策、特攻使用などの打開策が必要になり、当分反撃戦力を有しない状況となった。マリアナ、ビアクの失陥は連合軍にフィリピン、沖縄進攻の重要拠点を与える結果になった。アメリカのマリアナ基地獲得は大型機による日本本土空襲を可能にし、潜水艦も活発に前進できるようになり、フィリピン進攻に必要な要地攻略が容易になった。さらに、あ号作戦の失敗で東条英機内閣の総辞職が行われた。
6月23日に大本営海軍報道部は以下のような発表を行った。
事前にこの原稿を見せられた陸軍首脳部は激怒し、富永恭次陸軍次官は「またミッドウェーの時と同じように、こちらの損害を恐ろしく過少に書いてある」、「いくらかくして見たところでかくしおうせるものではない」、「なぜ真実をそのまま発表しようとしないのだろうか」と述べた上で「陸軍としては絶対にこの発表文案には賛成致しかねる」と主張し、陸軍報道部は原稿に「世論の指導上、真相の発表を切望する」と付箋をつけて突き返した。これらの動きに対して、東條英機首相兼陸相はこれは陸海軍の共同作戦ではなく連合艦隊だけの作戦で、陸軍が発表についてとやかく口を挟めないとした上で「海軍はミッドウェー以来の連敗で気の毒だ」、「海軍の責任で発表することだから、言う通りにしておいたらどうだ」とその場を収めた。

## 勝敗の要因

### 小沢治三郎司令部

#### 指揮官の能力
本作戦の敗因の一に、機動部隊の長官である小沢中将の能力不足が挙げられている。機動部隊の田中正臣航空参謀によれば、小沢中将には飛行機に対する知識が絶対的に不足しており、艦隊司令官でなく艦長が持っている程度の知識であり、訓練や性能の意味もよく知らなかったうえ、それを補佐すべき幕僚には小沢中将に意見できるような人物がいなかったという。また小沢中将は本作戦の際に旗艦に軍楽隊を乗せ、どう間違っても勝ち戦だと確信している気運があったという。二航戦の奥宮正武航空参謀は、同海戦の敗北後に小沢司令部の高級幕僚から「勝敗は時の運」という言葉を聞き、それが当時の小沢司令部の空気だったという。また、「マリアナ沖海戦での小沢司令長官の戦法（アウトレンジ戦法）は良かったが、飛行機隊の実力がこれに伴わなかったという説があるが、私はこれに賛成出来ない。第一線部隊の指揮官の最大の責務は戦闘に勝つか、払った犠牲にふさわしい戦果を挙げることであるからである」と述べている。
第一戦隊司令官宇垣纏中将は、1944年4月末に「大鳳」で行われた図上演習を部外者として見学したが、第一機動部隊に対し「生死の岐るゝ本圖演に於て、徒らに青軍に有利なる経過あるは指導部として注意すべき點なり」と苦言を呈している。5月5日の「大鳳」での図上演習では「全體を通じ見るにKdF司令部は手前味噌の感無き能はず。戦は一人角力に非ず。噴戒を要す」と怒りを示している。

#### アウトレンジ戦法
本作戦で小沢長官が採用したアウトレンジ戦法は、成果をあげずに多大な犠牲を払うこととなり、連合軍からは「マリアナの七面鳥撃ち (Great Marianas Turkey Shoot)」と揶揄（）される結果になった。
この戦法に対しては、反対意見もあった。航空本部部員角田求士は「海戦後ある搭乗員から出撃前の打ち合わせ会で「現在の技量では遠距離攻撃は無理だと司令部と議論をした」という話を聞いた」という。軍令部部員の源田実は、「自分はアウトレンジには反対でリンガに出張した時、第一機動部隊司令部に忠告してきた。その理由は、航空攻撃の時発進後適当なウォーミングアップが必要で、発進後三十分ないし一時間が適当である。これより早くても遅くても不適当である。従って発進距離は200浬、多くとも250浬以内が適当である」という。第二航空戦隊参謀奥宮正武は「大鳳の打ち合わせでアウトレンジに対する反対意見を述べた。それは当時の練度では自信がなかったからである。ただし意見を述べただけで議論はしなかった」という。奥宮参謀は敢えて議論をしなかったことについて「本件については既に作戦前から小沢司令部の参謀達とよく話してあったが、彼等は母艦航空戦を理解しておらず、ましては理解も出来無かった…と言うより聞く耳を持たなかった」「そんな経緯もあり、大鳳での打ち合わせという最終段階において、その様な議論をすることは利益よりも害が多いから」と述べている。
一方で、機動部隊司令部は反対意見の存在を否定している。小沢長官は戦後、防衛庁戦史室でのインタビューに「彼我の兵力、練度からしてまともに四つに組んで戦える相手ではないことは百も承知。戦前の訓練、開戦後の戦闘様相を考え、最後に到達した結論は『アウトレンジ、これしかない』であった。戦後になってアウトレンジは練度を無視した無理な戦法とか、元から反対だったとか言い出した関係高官が出て来たが、当時の航空関係者は上下一貫してこの戦法で思想は一致していた。」と語っている。先任参謀大前敏一も反対意見を聞いたことがないという。
結果的には、このアウトレンジ戦法は無謀であった。ただでさえ、太平洋の真っ只中において母艦から発艦した艦載機が、敵艦隊攻撃後に再び母艦に戻ってくることは、敵に到達する以上に難しいのに、その距離が今までの作戦よりずっと長大だったのである。特に航法担当者のいない単座機である零戦などは、味方機と離れてしまうと独力で戻ってくることは難しかった。そのため、洋上で機位を失し燃料切れで母艦に帰投できなかった母艦機も相当数あったと考えられている。また長距離飛行となるので、事前に索敵機が発見した敵艦隊の移動距離も大きくなるわけで、ましてや未錬成の搭乗員ではこれを発見するのは至難のわざであった。二航戦の奥宮航空参謀は、攻撃隊の前方に前路索敵（誘導）機を先行させ、この誘導機によって攻撃終了後に再び攻撃隊を母艦まで誘導することも期待されたが、結果的にはそれらの効果は認められず、多数の未帰還機を出した。また母艦の索敵機の一部は、緯度変更に伴う磁針の訂正をしておらず、第58任務部隊の位置を誤って報告した。その結果、日本艦隊は米機動部隊が二群いるものと取り違え、実際には米艦隊のいない方角に乙部隊を中心とした100機近い航空機を差し向けてしまった。これらの攻撃隊は、米艦隊に会敵できず引き返したが、それでも少なからずの未帰還機を生じさせている。また一部は、ロタ島等にある日本軍飛行場に着陸する直前に攻撃されたりして損害を出した。
また第一機動艦隊の母艦艦載機が、タウイタウイ入泊後に各種訓練ができなかったこともアウトレンジ作戦失敗の要因であった。編成の早かった一航戦艦載の第601海軍航空隊搭乗員は、リンガ泊地・シンガポール付近で約1カ月ほどの訓練を行ったが、タウイタウイ入泊後は2回しか訓練できなかった。これらの原因としては、タウイタウイ近辺に、全艦載機を挙げて訓練する飛行場がなかったこと、泊地自体が第一機動艦隊が全艦入泊した時点で一杯になり、泊地内で空母が母艦機の訓練を行えないほど狭かったこと、タウイタウイ島周辺に米潜水艦が多数出没したため、泊地から出て訓練ができなかったことが挙げられる。
編成が遅れた二航戦の第652海軍航空隊、三航戦の第653海軍航空隊は、内地で満足に訓練ができないままタウイタウイに直行したため、わずかに回航中に1回、入泊後5月18日と同31日の2回しか訓練を行えなかった。そのため、二航戦の奥宮正武航空参謀は「タウイタウイでは“如何に練度を上げるかではなく”“如何にしてこれ以上、練度を下げないようにするか”に腐心した」という。363空飛行長の進藤三郎は「その頃の搭乗員の練度は何とか着艦ができる程度、洋上航法や空戦はやっとこさ というくらいで、とても『アウトレンジ戦法』どころではなかった」という。
艦攻等は攻撃が訓練の主体なので列機は指揮官機の後ろについて行く考えが強く、指揮官機が墜とされると、もうどちらへ行ってよいのかわからないものが多かった。練度は3分の2が通常の任務遂行に支障なく、残りの3分の1も平易な状況下で作戦可能であったが、特に練度が高くて距離的にも心配のないのは全部のうち2ないし3組だけであった。652空飛行隊長岩見丈三によれば、分隊長以上の指揮官で訓練を補おうとしていたようだが、実際はうまくいかず、戦術行動などは机上訓練であったという。田中航空参謀によれば、タウイタウイでやるはずだった必要なウォーミングアップができずに戦闘指向が上がらなかったことが最大の原因であるという。奥宮二航戦参謀によれば、練度が落ちて索敵に自信がなく、発見しても命中できるかどうか疑問であったという。

### 戦力の格差

#### 航空戦力
航空戦力には決定的な差があり、日本側が498機に対し、アメリカ側は901機であった。母艦部隊は1943年末から1944年初頭までに南東作戦で消耗しており、訓練もほぼ実施できなかったので本作戦を行うには練度不足であった。
もう一つの航空戦力である基地航空部隊の第一航空艦隊は作戦前の消耗戦でその多くを失い、練度も芳しくなかった。一航艦は将来の主戦力として期待されて錬成が続けられていたものだが、練成途中にクェゼリン、ルオットの玉砕が起こり、1944年2月15日に連合艦隊への編入が決められた。さらにトラック被空襲によって、一航艦の実戦投入が早まった。一航艦整備参謀山田武中佐によれば「トラック被空襲により予定外の五三二空、一二一空等の実動全力のマリアナ方面投入が命ぜられたが、それまでの内地における訓練の実体は各隊訓練のみで、航空艦隊設立の主旨である大兵力の機動集中は一部の部隊（二六一空、七六一空）のみで実施されていた状況である。全般の練度については、一航艦のマリアナ展開が時期過早と考えられ、五二一空、一二一空に至ってはマリアナに出ていってから訓練する方針であり、自分は訓練状況をよく知り過ぎていた関係からとても自信を持ち得なかった」という。
第一航空艦隊は2月23日マリアナ進出時にマリアナ諸島空襲を受けた。淵田美津雄参謀は、戦闘機が不十分なこと、進出直後で攻撃に成算がないこと、消耗を避けることを理由に飛行機の避退を一航艦長官角田覚治に進言したが、角田長官は見敵必戦で迎撃を実施し、最精鋭でもあるほぼ全力の90機を失った。その後も増援された戦力の消耗を続けた。
直前の渾作戦によって攻撃集団（一航艦）の集中が遅れ、基地航空部隊は逐次消耗し、決戦に策応できなかった。5月27日、米陸軍主体の連合軍はビアク島へ上陸を開始、この方面は絶対国防圏からも外れ、作戦命令方針にも一致しなかったが、連合艦隊が独自の判断で決戦兵力の第三攻撃集団を投入した。29日、渾作戦が実施され、決戦兵力の第二攻撃集団もハルマヘラ島方面に移動させた。5月11日マリアナ空襲を受け、連合艦隊は第二攻撃集団をヤップ島に戻したものの、第一攻撃集団はパラオ空襲の被害が大きく、第二攻撃集団ではデング病が蔓延、第三攻撃集団はすでに消耗し、第一航空艦隊はすでに作戦協力が不可能な状態にあった。一連の戦いで稼動機を全て失った第732海軍航空隊は戦闘詳報で「小兵力を駆って徒に無効なる攻撃を続け、兵力を損耗し尽くすに及んで已むに至るが如き作戦指導は、適切とは称し難し。耐久的戦勢に於いては、見敵必戦策なき無理押しを反覆せず、兵を養い機を見て敵の虚に乗じ、戦果を発揚する如くすべきなり」と評した。このような事情から第一航空艦隊で作戦に参加できたのは100機程度であり、邀撃戦を少数かつ分散した状況で実施し、期待されていたような総合威力を発揮することはできなかった。

#### 対空防御力
本海戦における攻撃力の主は航空戦力であったが、それならば防御力の主は対空防御力となる。その対空防御力の日米差は、航空攻撃力以上の差があった。米機動部隊に艦載されていた戦闘機はすべてF6Fであり、日本の零戦に優位はなく、陸上攻撃機も性能不足で、空襲への迎撃態勢も米軍がレーダー・無線電話・CIC（戦闘指揮所）などを使用、導入して戦闘機を有効活用し、高角砲の対空射撃にVT信管を開発、使用していたのに対し(上述の通り対空砲火による損害はほとんどなくかつVT信管の使用率も20％程度で本海戦におけるVT信管による損害と言えるものは微々たるものであった。)、日本側は従来の防空方法のままであった。これは潜水艦など他の兵器にも言えることで、兵器の進歩性で日本軍はアメリカ軍に大きな差をつけられたまま本海戦を迎えたのであった。
アメリカ海軍機動部隊は、レーダーとCICによる航空管制を用いた防空システムを構築していた。潜水艦からの報告で日本艦隊の動向を掴んでいたアメリカ機動部隊・第58任務部隊は、初期のレーダーピケット艦と言える対空捜索レーダー搭載の哨戒駆逐艦を日本艦隊方向へあらかじめ約280km進出させておいて、日本海軍機の接近を探知した。そしてエセックス級航空母艦群に配備されていた方位と距離を測定するSKレーダーと高度を測定するSM-1レーダーの最新型レーダーで割り出した位置情報に基づいて日本側攻撃機編隊の飛行ベクトルを予測し、400機にも及ぶF6F ヘルキャットを発艦させて前方70 - 80kmで、日本側編隊よりも上空位置で攻撃に優位となる高度約4,200mで待ち受けさせた。

進出させた哨戒駆逐艦や他空母など自艦と同じ最新型レーダーを搭載した艦を含む傘下各艦隊、戦闘空域近くを飛行する早期警戒機、早期警戒管制機の元祖といえる高性能レーダーと強力な無線機を搭載した特別なTBMなどから各々探知した日本機編隊の情報が、第58任務部隊旗艦のエセックス級航空母艦「レキシントン」のCICに伝えられた。

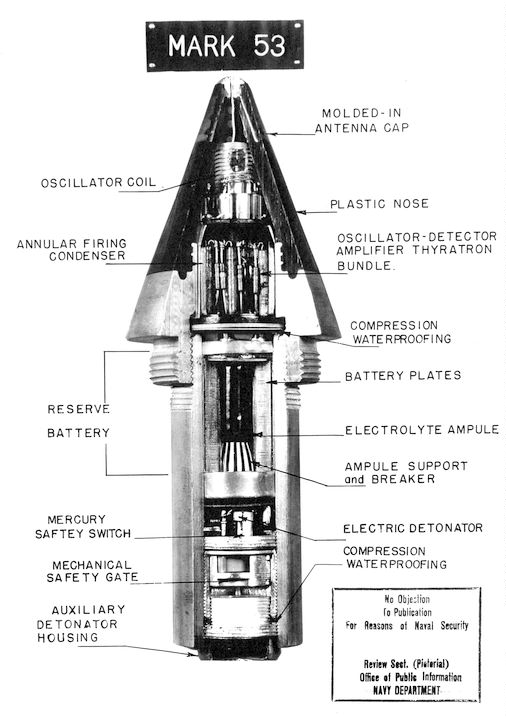
VT信管（MARK53型信管）

当時のCICは、まだ戦闘に関する情報をほとんど完全な手動で処理、統合、分析を行なうだけで、戦闘機誘導所がCICからの情報をもって空中待機中の戦闘機隊を無線で、向かってくる日本機編隊ごとに振り分けその迎撃に最も適した空域へ管制し、交戦開始後は各戦闘機隊の指揮官が現場指揮を執り、圧倒的多数で飛躍的に向上していた戦闘機性能とそれらを生かした戦法により、熟練パイロットがほとんど失われていた日本機隊に対し、ほとんど一方的な勝利を収めた。これが「マリアナの七面鳥撃ち」（原語：the Great Marianas Turkey Shoot）と呼ばれたのは、もともとアメリカの俗語で楽な仕事を意味する「七面鳥撃ち」（原語：Turkey Shoot）という表現が、米国で軍関係者の言葉として「圧倒的実力差のあるワンサイドゲーム」の意味で用いられたためである。
1943年の末頃から、対空砲弾が命中しなくても目標物近く通過さえすれば自動的に砲弾が炸裂するVT信管を高角砲弾に導入した。この結果、従来の砲弾に比べて対空砲火の効果は3倍に跳ね上がった。アメリカ軍は概ね3倍程度と評価している。マリアナ沖海戦におけるアメリカ艦隊の対空砲火のスコアは戦闘機の迎撃を突破して艦隊上空に到達できた日本機が少なかったこともあり、VT信管弾や40mmボフォースなど全てを合計しても19機（アメリカ側確認スコア。当然誤認を含むと思われる）に過ぎなかった。一方で1943年に開発されたばかりのVT信管はマリアナ沖海戦時点では製造が間に合っておらず、アメリカ艦隊が発射した全高角砲弾のうちVT信管弾が占める割合は20%程度であったが、圧倒的な対空砲火の弾幕とあいまって既に残り少なくなった日本機に対し着実に効果を発揮した可能性は高い。
日本軍でも、アメリカ艦隊の対空防御能力を「敵艦艇の対空火力は開戦初期はバラバラ、その後火ぶすまに変わり、今やスコールに変わった」として、これまでのような方法でアメリカ空母を攻撃しても成功は奇蹟に属すると考えるようになった。

### アメリカ軍の指揮
勝利を得たアメリカ軍だが、スプルーアンスの作戦指揮については消極的であるとの批判がなされた。6月18日に攻勢に出なかったことや、20日になるまで西方への進撃を行わなかったことなどが指摘され、航空戦の専門家でないスプルーアンスが指揮官だった点も問題視された。これに対し戦史家のサミュエル・モリソンはスプルーアンスの戦術指揮は正しかったと主張している。サイパン攻略の支援という任務を負っていたことから、日本の航空部隊により大きな打撃を与えることは困難であった。また、西進していれば、何隻かの艦艇が失われる結果になっただろうと反論している。
モリソンは、どちらかといえば19日に夜間索敵が行われず、日本艦隊発見が遅れたことを問題視している。19日夜の段階で日本艦隊を発見できれば、翌20日に早朝から攻撃が可能であったはずだと指摘する。ただ、ミッチャーが夜間捜索をしなかったのは、搭乗員の疲労が激しかったことへの配慮に基づくものであったと擁護している。

## 題材にした作品
マンガ
- 水木しげる『あ号作戦と南雲中将』

映画
- 『激動の昭和史 軍閥』- 1970年公開

フィクション
- ドキュメント太平洋戦争 第3集「エレクトロニクスが戦を制す〜マリアナ・サイパン〜」 VT信管神話